# Kinefilm
Kinefilm ist fotografischer Film für bewegte Bilder (Laufbilder), weiterentwickelt vom Rollfilm und mit Perforation versehen. Von den Anfängen bis in die frühen 1950er Jahre handelte es sich um feuergefährliches Nitrozellulosematerial (Nitrofilm), danach zunehmend Sicherheitsfilm aus Celluloseacetat. Kinokopien werden heute mehrheitlich auf PET hergestellt.
Kinefilm existiert in verschiedenen Formaten, dazu zählt man Normal-, Breit- und Schmalfilm. Von vielen Filmformaten, die oft nur kurze Zeit in Gebrauch waren, haben sich wenige mit dem Normalfilm als meistgebrauchtem erhalten.
Kinefilm wird auf Kerne und Spulen gewickelt, von denen es feste und teilbare gibt.

## Geschichte
Der älteste bekannte Kinefilm wurde um 1891 von William K. L. Dickson hergestellt. Nach Versuchen mit Planfilm, um eine Walze gewickelt, und einen halben Zoll breiten Streifen aus Celluloid-Rollfilm von Reichenbach und Eastman, entlang einer Kante perforiert und horizontal geführt, ging Dickson zur Breite von 1 ⅜ Zoll (34,925 mm) über. Er führte die beidseits mit einer Reihe rund-rechteckiger Löcher versehenen Streifen vertikal. Dem Bildfenster seiner Kamera, genannt Kinetograph, gab er die Maße ¾ Zoll × 1 Zoll (19,05 auf 25,4 mm). Erste Portionen, die länger als aneinandergeklebte Rollfilmabschnitte waren, wurden auf mit Spiegelglas belegten Tischbänken fabriziert und maßen eine angelsächsische Chain (66 Fuß) bzw. gut 20 Meter. Kinefilm dieser Art stellten Blair in Kent, England, Lumière in Lyon, Frankreich, und Reichenbach in Rochester, USA, her.
William Green behauptete, 1889 perforiertes Celluloid-Filmmaterial zu Kinezwecken verwendet zu haben. Louis Le Prince soll zur gleichen Zeit Kinefilm gehabt haben.

## Moderne Fabrikation
1899 begann man bei der Eastman-Kodak-Gesellschaft mit der Filmfabrikation auf einer geheizten, polierten Walze, von der das Trägermaterial nach Verdampfen des Lösungsmittels abgestreift wird. Längen von 1000 Fuß (305 m) und mehr wurden damit möglich. Bis zum Tonfilm bestand bei den Produzenten jedoch kein Bedarf an größeren Portionen als 400 Fuß (122 m).
Heute wird Kinefilm in Längen bis vier Kilometer hergestellt. Aus Gussrollen von mehreren Hundert Kilogramm Gewicht, das sind mit Emulsionen begossene Trägerrollen von etwa 1,2 m Breite, werden mit speziellen Geräten dutzende Streifen geschnitten. Diese Schnittrollen werden perforiert und zuletzt abgelängt. Kinefilm wird in Portionen von 6000, 4000, 2000, 1000, 500, 400, 200, 100 und 33 Fuß (jeweils gut 1800, 1200, 600, 300, 150, 120, 60, 30 bzw. 10 Meter) in den Handel gebracht. Das oben erwähnte Material von Blair & Eastman war eine „Chain“ lang, das sind 66 angelsächsische Fuß oder gut 20 Meter.

## Fotografische Beschichtung
Kinefilme werden mit farblos klarer und gefärbter Unterlage (Träger) hergestellt. Trüber (opaker) Film existiert als Hilfsmaterial für Entwicklungsmaschinen und für die Montage. Der Träger wird als Schutz gegen Lichthöfe gefärbt, und zwar grau, blaugrau oder blau bei Schwarzweißfilmen. Farben-Kinefilm hat als Lichthofschutz auf der Rückseite eine Rußgelatineschicht. Bei der maschinellen Entwicklung wird als Erstes diese Schutzschicht am Ende eines Vorbades entfernt.
Es gibt eine Vielfalt von Kinefilmmaterialien. Je nach Zweck verwendet man hoch- bis höchstempfindliche Materialien, nämlich zur Bildaufnahme, geringempfindliche mit feinster Körnigkeit der Fotoschicht zur Tonaufzeichnung und an die besonderen Erfordernisse des Duplizierens und Kopierens angepasste Filme. Schwarzweiß-Kinefilme gibt es heute trotz allgemeiner Verwendung von Farbfilm in noch nie dagewesener Fülle, wozu Überwachungsfilme gehören, Röntgen-Strahlen-Filme, Infrarotfilme, Mikrofilme, neue Arten von Positivmaterialien und spezielle Filme für den Bereich der Archiv-Technik.